# Dornröschen (1980)
Dornröschen ist ein Märchenfilm von Dieter Bellmann mit Marie Gruber in der Titelrolle aus dem Jahr 1980, der auf dem gleichnamigen Märchen der Brüder Grimm basiert. Am 24. Dezember 1980 wurde der Film im Fernsehen der DDR gezeigt.

## Handlung
Anlässlich des 15. Geburtstag seiner liebreizenden Tochter Dornröschen veranlasst der König eines Landes ein Fest. Einst zu ihrer Geburt wurden ihr von 12 Feen gute Wünsche geschenkt, doch die 13. böse Fee, die Fee der Finsternis ward nicht zum Feste eingeladen und verfluchte das artige Kind. Sobald sie sich an ihrem 15. Geburtstag an einer Spindel sticht, soll sie sterben. Einer Fee gelang es den Fluch abzumindern, indem es aus Tod, einen hundertjährigen Schlaf für alle Schlossbewohner zauberte. Doch an ihrem 15. Geburtstag ist Dornröschen zu neugierig und begibt sich heimlich in den alten Turm, dessen Zutritt ihr in den letzten Jahren immer strengstens verboten wurde. Dort lauert die Fee der Finsternis an einem Spinnrad. Als sie sich versuchen möchte, sticht sie sich an der Spindel und der hundertjährige Schlaf setzt für alle ein. Die Fee der Finsternis ist nun für 100 Jahre Herrscherin über das Land. Als 100 Jahre vergangen sind versucht ein mutiger Prinz im Verbund mit einem ängstlichen Küchenjungen den Fluch von dem schlafenden Dornröschen zu nehmen. Beide müssen zunächst eine Vielzahl von Prüfungen der bösen Fee der Finsternis bestehen, doch dann kommt es durch den Kuss des Prinzen zur Erlösung von Dornröschen und den Schlossbewohnern. Die Fee der Finsternis verliert ihre Macht. Dornröschen und der Prinz heiraten und regieren das Land.

## Produktionshintergrund
Dieter Bellmann inszenierte das Grimm’sche Märchen Dornröschen 1980 für das Fernseh-Weihnachtsprogramm auf DDR 1, nachdem der Märchenstoff 9 Jahre zuvor für die DEFA von Regisseur Walter Beck mit Juliane Korén in der Titelrolle fürs Kino inszeniert worden war. Die Schauspielerin Marie Gruber (1955–2018) gab als Prinzessin Dornröschen in dieser Fernsehinszenierung ihr Debüt vor der Kamera.